# 2004
2004 (MMIV) je bilo prestopno leto, ki se je po gregorijanskem koledarju začelo na četrtek. Organizacija združenih narodov je 2004 proglasila za Mednarodno leto riža, UNESCO pa za Mednarodno leto spomina na upor proti suženjstvu in njegovo ukinitev.

## Dogodki

### Januar – april
- 4. januar – odprava Mars Exploration Rover: robotsko vozilo Spirit pristane na Marsu in prične z raziskavami površine.
- 24. januar – odprava Mars Exploration Rover: uspešno pristane še drugo robotsko vozilo odprave, Opportunity.
- 4. februar – zagnan je Facebook.
- 12. februar – župana Nove Gorice in italijanske Gorice, Mirko Brulc in Vittorio Brancati, simbolično odstranita ograjo, ki je več kot 50 let delila mesti.
- 26. februar – v strmoglavljenju letala na jugovzhodu Bosne in Hercegovine umre predsednik Republike Makedonije Boris Trajkovski in preostalih 8 ljudi na krovu.
- 29. februar – po več tednov trajajočih nemirih odstopi predsednik Haitija Jean-Bertrand Aristide in odide v izgnanstvo.
- 11. marec – v koordiniranih bombnih napadih na potniške vlake v Madridu umre 191 ljudi, 1800 je ranjenih.
- 29. marec – Bolgarija, Estonija, Latvija, Litva, Romunija, Slovaška in Slovenija postanejo članice zveze NATO.
- 24. april – na Cipru potekata referenduma o združitvi otoka v federacijo po načrtu OZN. Turška skupnost se izreče za načrt, grška pa proti.
- 28. april – iraška vojna: v javnost pridejo informacije o sistematičnem zlorabljanju zapornikov v zaporu Abu Graib s strani ameriških paznikov.

### Maj – avgust
- 1. maj – Slovenija postane članica Evropske unije skupaj s še devetimi pristopnicami: Poljsko, Ciprom, Češko, Estonijo, Latvijo, Litvo, Madžarsko, Malto, Poljsko in Slovaško.
- 9. maj – mina podstavljena pod oder za častne goste na paradi v Groznem ubije čečenskega predsednika Ahmata Kadirova.
- 8. junij – prehod Venere prek Sončeve ploskve, viden iz večine Evrope, Azije in Afrike
- 12. junij–14. julij – na Portugalskem poteka Evropsko prvenstvo v nogometu, naslov prvaka osvoji grška reprezentanca.
- 13. junij – 
  - potekajo prve volitve slovenskih poslancev v Evropski parlament.
  - v Narodni in univerzitetni knjižnici je na ogled postavljen izvirnik Brižinskih spomenikov.
- 28. junij – 
  - iraška vojna: koalicija držav, ki so zasedle Irak, prenese suverenost na začasno iraško vlado.
  - Slovenija vztopi v evropski mehanizem tečajnih razmerij ERM-2.
- 1. julij – sonda Cassini-Huygens vstopi v Saturnovo orbito.
- 4. julij – prične se gradnja One World Trade Centra v New Yorku, na mestu, kjer je stal v terorističnih napadih leta 2001 porušeni World Trade Center.
- 12. julij – Zgornje Posočje zatrese potres z močjo 4,9 stopnje z epicentrom pri Kobaridu.
- 13.–29. avgust – v Atenah potekajo Poletne olimpijske igre.
- 22. avgust – roparji ukradejo več slik Edvarda Muncha iz Munchevega muzeja v Oslu, med njimi znameniti Krik (vrnjene leta 2006).

### September – december
- 1. september – čečenski separatisti napadejo šolo v Beslanu (Severna Osetija) in vzamejo več kot 1100 ljudi za talce, med njimi večino otrok.
- 8. september – vesoljska sonda Genesis, ki je zbirala vzorce Sončevega vetra, pade v utaško puščavo.
- 21. september – prične se gradnja Burdž Kalife (takrat poimenovane Burdž Dubaj), najvišje zgradbe na svetu.
- 23. september – prometu je predan viadukt Črni Kal na avtocesti A1 med Ljubljano in Koprom, največji in najdaljši slovenski cestni premostitveni objekt.
- 3. oktober – na državnozborskih volitvah v Sloveniji prejme največ glasov Slovenska demokratska stranka pod vodstvom Janeza Janše.
- 4. oktober – vesoljsko plovilo SpaceShipOne po uspešnem pristanku prinese zasebnemu podjetju Scaled Composites nagrado Ansari X za prvi komercialni vesoljski polet.
- 8. oktober – samomorilska napadalca detonirata bombi v egiptovskem rdečemorskem letovišču Taba in ubijeta 34 ljudi, predvsem izraelskih turistov.
- 9. oktober – Slovenska nogometna reprezentanca v kvalifikacijski tekmi za Svetovno prvenstvo 2006 v Nemčiji premaga italijansko z 1:0.
- 24. oktober – Brazilija v kraju Alcantara izvede prvo uspešno izstrelitev rakete, ki v vesolje ponese satelit.
- 14.–31. oktober – v Calvii poteka 36. šahovska olimpijada, zmagovalci so presenetljivo Ukrajinci in v ženski konkurenci pričakovano Kitajke.
- 29. oktober – voditelji držav Evropske unije podpišejo Pogodbo o Ustavi za Evropo, kasneje zavrnjenem poskusu prve evropske ustave.
- 2. november – George W. Bush osvoji drugi mandat na volitvah za predsednika Združenih držav Amerike, hkrati potekajo volitve 34 od skupno 100 senatorjev, vseh 435 članov predstavniškega doma in 11 guvernerjev ter preko 150 lokalnih referendumov.
- 7.–13. november – iraška vojna: ameriške sile izvedejo obsežen napad na iraško mesto Faludža in ga po šestih dneh bojevanja zavzamejo.
- 14. december – v Franciji je odprt viadukt Millau, najvišji viadukt na svetu.
- 26. december – območje Južne Azije strese močan potres z magnitudo 9,0 in žariščem v bližini severnega dela otoka Sumatra in povzroči eno najhujših naravnih katastrof v zgodovini. Hudo škodo povzročijo predvsem popotresni valovi – cunamiji, ki opustošijo celotno regijo. Po uradnih podatkih umre skoraj 185.000 ljudi, več deset tisoč je še danes pogrešanih.
- 31. december – uradno je odprt Tajpej 101, s 509 metri višine takrat najvišji nebotičnik na svetu.

## Rojstva
- 31. avgust – Nikolaj Lukašenko, sin beloruskega predsednika Aleksandra Lukašenka

## Smrti
- 9. januar – Norberto Bobbio, italijanski pravnik, filozof in politolog (* 1909)
- 22. januar – 
  - Janez Menart, slovenski pesnik (* 1929)
  - Rudi Šeligo, slovenski pisatelj in politik (* 1935)
- 14. februar – Marco Pantani, italijanski kolesar (* 1970)
- 26. februar – Boris Trajkovski, makedonski politik (* 1956)
- 3. marec – Drago Svetina, slovenski častnik in pilot (* 1955)
- 15. marec – John Anthony Pople, angleški kemik, nobelovec (* 1925)
- 28. marec – Peter Ustinov, britanski filmski igralec, pisatelj in dramatik (* 1921)
- 6. april – Mik Soss, slovenski glasbenik, Avsenikov baritonist (* 1929)
- 19. april – John Maynard Smith, angleški evolucijski biolog in genetik (* 1920)
- 1. maj – Lojze Kovačič, slovenski pisatelj (* 1928)
- 5. maj – Clement Seymour Dodd, jamajški glasbeni producent (* 1932)
- 5. junij – Ronald Reagan, ameriški politik (* 1911)
- 10. junij – Ray Charles Robinson, ameriški pevec soula (* 1930)
- 16. junij – Lado Ambrožič-Novljan, slovenski partizan, komunist in general (* 1908)
- 17. junij – Anica Šinkovec, slovenska gledališka igralka (* 1925)
- 22. junij – Thomas Gold, avstrijsko-ameriški astronom, astrofizik, kozmolog (* 1920)
- 29. junij – Stipe Šuvar, hrvaški politik (* 1936)
- 1. julij – Marlon Brando, ameriški filmski igralec (* 1924)
- 3. julij – Andrijan Grigorjevič Nikolajev, ruski kozmonavt čuvaškega rodu (* 1929)
- 6. julij – Thomas Klestil, avstrijski politik (* 1932)
- 13. julij – Carlos Kleiber, avstrijski dirigent (* 1930)
- 28. julij – 
  - Francis Crick, molekularni biolog, biokemik, fizik in nevrobiolog, nobelovec (* 1916)
  - Tiziano Terzani, italijanski novinar in pisatelj (* 1938)
- 3. avgust – Henri Cartier-Bresson, francoski fotograf (* 1908)
- 12. avgust – Godfrey Hounsfield, angleški elektrotehnik, nobelovec (* 1919)
- 14. avgust – Czesław Miłosz, poljski pisatelj in diplomat, nobelovec (* 1911)
- 15. avgust – Sune Bergström, švedski biokemik, nobelovec (* 1916)
- 24. september – 
  - Jože Gale, slovenski režiser (* 1913)
  - Françoise Sagan, francoska pisateljica (* 1935)
- 4. oktober – Leroy Gordon Cooper, ameriški častnik, vojaški pilot in astronavt (* 1927)
- 5. oktober – Maurice Wilkins, britanski fizik in molekularni biolog, nobelovec (* 1916)
- 8. oktober – Jacques Derrida, francoski filozof (* 1930)
- 10. oktober – Christopher Reeve, ameriški filmski igralec (* 1952)
- 19. oktober – Kenneth Eugene Iverson, kanadski matematik in računalnikar (* 1920)
- 2. november – Theo van Gogh, nizozemski režiser (* 1957)
- 9. november – Stieg Larsson, švedski novinar in pisatelj (* 1954)
- 11. november – Jaser Arafat, palestinski voditelj, nobelovec (* 1929)
- 19. november – John Robert Vane, angleški farmakolog, nobelovec (* 1927)
- 2. december – Leonid Teljatnikov, ukrajinski gasilec (* 1951)
- 19. december – Herbert C. Brown, britansko-ameriški kemik, nobelovec (* 1912)
- 28. december – 
  - Susan Sontag, ameriška pisateljica in politična aktivistka (* 1933)
  - Noni Žunec, slovenski tenorist, operni in koncertni pevec (* 1921)

## Nobelove nagrade
- Fizika – David Jonathan Gross, Hugh David Politzer, Frank Anthony Wilczek
- Kemija – Aaron Ciechanover, Avram Hershko, Irwin Rose
- Fiziologija ali medicina – Richard Axel, Linda B. Buck
- Književnost – Elfriede Jelinek
- Mir – Wangari Maathai
- Ekonomija – Finn E. Kydland, Edward C. Prescott